# كفر قرطام
كفر قَرطام إحدى قرى مركز السنطة التابع لمحافظة الغربية بجمهورية مصر العربية.

## التاريخ
تكون الكفر من الناحية الإدارية في سنة 1888 وكان وقتها من توابع مركز زفتى، نقل الكفر إلى مركز السنطة في 22 يناير 1933 لقربها منه. فصل كفر قرطام عن المنشأة الكبرى من الناحية المالية في 4 مارس 1933 ليصبح ناحية قائمة بذاتها.

## السكان
بلغ عدد سكان كفر قرطام 691 نسمة حسب تقدير عام 2018.
| السنة  | 1927 | 1947 | 1960 | 1976 | 1986 | 1996 | 2006 | 2018 |
| ------ | ---- | ---- | ---- | ---- | ---- | ---- | ---- | ---- |
| القرية | 372  | 284  | 347  | 421  | 523  | 595  | 691  | 962  |